# 小樽商科大学短期大学部
小樽商科大学短期大学部（おたるしょうかだいがくたんきだいがくぶ、英語: Otaru University of Commerce Junior College Administration）は、北海道小樽市緑3-5-21に本部を置いていた日本の国立大学である。1952年に設置され、1996年に廃止された。大学の略称は小樽商大短大。

## 概要

### 大学全体
- 北海道小樽市に所在した日本の国立短期大学で、併設元は小樽商科大学[1]。
- 1952年に開学。商業科を置き[2]当初は入学定員80名だったが[3]、後に増員され160名体制となる。
- 1991年度の入学生を最後に[注釈 1]、1996年に短期大学としての使命を終える[5]。

### 教育および研究
- 商業をベースとした専門教育が行われていた。

### 学風および特色
- 昼間、勤労の傍らで学業に勤しむ人々に大学教育を開放すべく、開学当初より夜間部が置かれていた[6][7]。

## 沿革
- 1952年
  - 4月1日 小樽商科大学短期大学部が以下の学科体制にて開学する[8]。
    - 商業科第二部 入学定員80名
- 1954年 学生数[9]/入学定員
  - 商業科第二部 305[注 3]/240
    - 商業科第二部 入学定員
- 1966年
  - 4月1日 商業科第二部の入学定員を80→120に増員[10]。
  - 5月1日 学生数[11]/定員
    - 商業科第二部 308[注 4]/280
- 1968年
  - 4月1日 商業科第二部の入学定員を120→160に増員[注 5]。
  - 5月1日 学生数[14]/定員
    - 商業科第二部 409[注 6]/400
- 1969年
  - 4月1日 商業科第二部を商業学科第二部に名称変更する。
- 1970年
  - 5月1日 学生数[15]/定員
    - 商業学科第二部 493[注 7]/480
- 1991年
  - 4月1日 この年度をもって学生募集を最終とする[注釈 1]。
  - 5月1日 学生数 [16]/定員
    - 商業学科第二部 499[注 8]/480
- 1992年
  - 5月1日 学生数[17]/定員
    - 商業学科第二部 335[注 9]/320
- 1993年
  - 5月1日 学生数[18]/定員
    - 商業学科第二部 183[注 10]/160
- 1994年
  - 5月1日 学生数[19]/定員
    - 商業学科第二部 16[注 11]/-
- 1995年
  - 5月1日 学生数[20]/定員
    - 商業学科第二部 5[注 12]/-
- 1996年
  - 3月31日 左記をもって正式に廃止[注 13]。

## 基礎データ

### 所在地
- 北海道小樽市緑3-5-21

## 教育および研究

### 組織

#### 学科
- 商業学科第二部 入学定員160名[注 14]

#### 専攻科
- なし

#### 別科
- なし

#### 取得資格について
- 教職課程として 中学校教諭二級免許状の課程があった（職業）[23]。なお当初は中学校教諭ほか高等学校教諭免許状（商業）の教職課程を併設[注 15]。

## 大学関係者と組織

### 大学関係者一覧

#### 大学関係者
歴代学長
- 大野純一
- 加茂儀一
- 實方正雄
- 長谷部亮一
- 藤井榮一
- 山田家正

教職員
- 金巻賢字

#### 出身者
- 佐藤良雄
- 蜂谷涼

## 対外関係

### 系列校
- 小樽商科大学

## 卒業後の進路について

### 就職について
- 学生の多くは、勤労学生だったようである。

### 編入学・進学実績
- 小樽商科大学への編入学制度があった。